# La Selle-Guerchaise
La Selle-Guerchaise est une commune française située dans le département d'Ille-et-Vilaine en région Bretagne, peuplée de 153 habitants.

## Géographie
La commune est située à une trentaine de kilomètres à l'est-sud-est de Rennes, à la limite du département de la Mayenne.
La route départementale no 600 part du bourg de la commune et la D 106 traverse le bourg.
| Availles-sur-Seiche |                     | Cuillé (Mayenne)            |
|                     | La Selle-Guerchaise |                             |

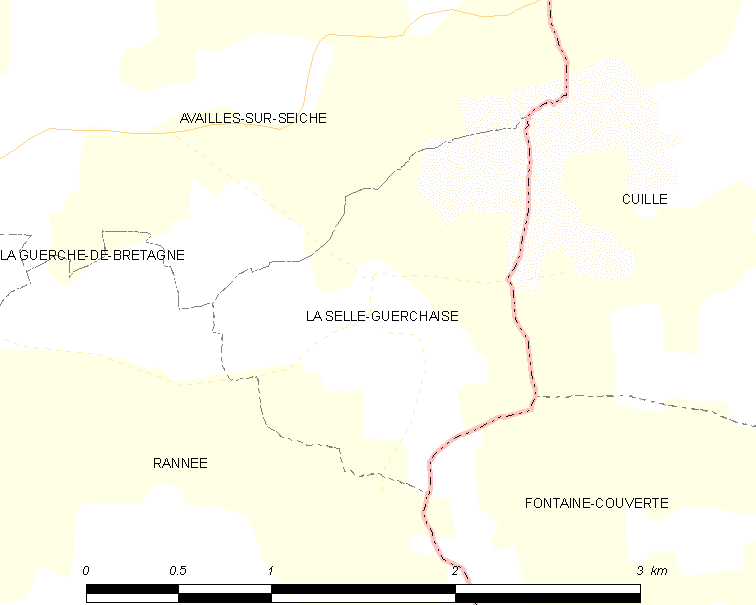
Carte de la commune.

| Rannée              |                     | Fontaine-Couverte (Mayenne) |

### Transports
La commune est desservie par la ligne de bus no 7 de Vitré Communauté.

### Hydrographie
Pour un article plus général, voir Réseau hydrographique d'Ille-et-Vilaine.
La commune est située dans le bassin Loire-Bretagne. Elle est drainée par la Liserie,.

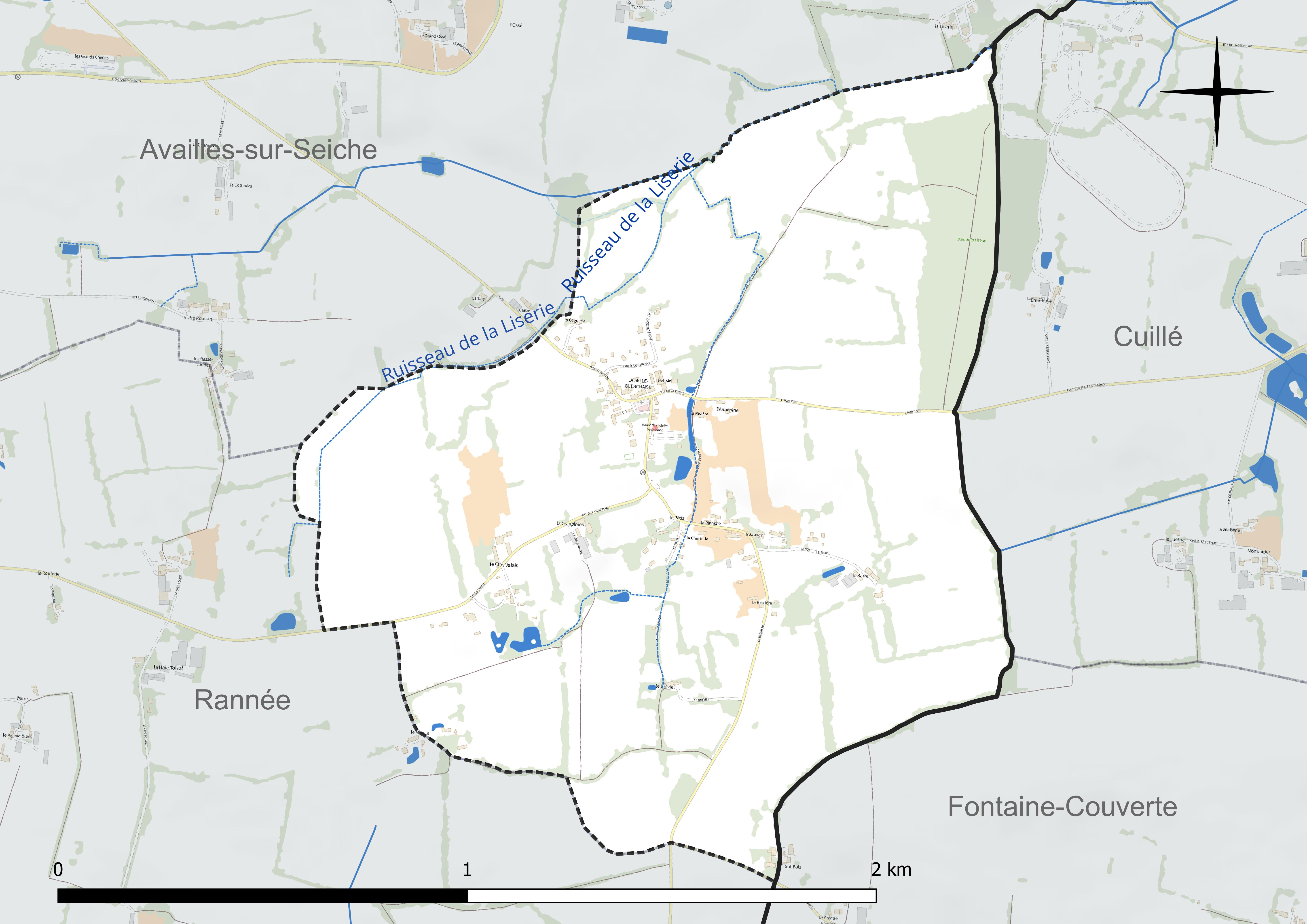
Réseau hydrographique de la Selle-Guerchaise.

### Climat
Pour des articles plus généraux, voir Climat de la Bretagne et Climat d'Ille-et-Vilaine.
En 2010, le climat de la commune est de type climat océanique altéré, selon une étude du CNRS s'appuyant sur une série de données couvrant la période 1971-2000. En 2020, Météo-France publie une typologie des climats de la France métropolitaine dans laquelle la commune est exposée à un climat océanique et est dans la région climatique  Bretagne orientale et méridionale, Pays nantais, Vendée, caractérisée par une faible pluviométrie en été et une bonne insolation. Parallèlement l'observatoire de l'environnement en Bretagne publie en 2020 un zonage climatique de la région Bretagne, s'appuyant sur des données de Météo-France de 2009. La commune est, selon ce zonage, dans la zone « Intérieur », exposée à un climat médian, à dominante océanique.  
Pour la période 1971-2000, la température annuelle moyenne est de 11,5 °C, avec une amplitude thermique annuelle de 13,6 °C. Le cumul annuel moyen de précipitations est de 765 mm, avec 13 jours de précipitations en janvier et 7,1 jours en juillet. Pour la période 1991-2020, la température moyenne annuelle observée sur la station météorologique la plus proche, située sur la commune d'Arbrissel à 10 km à vol d'oiseau, est de 12,1 °C et le cumul annuel moyen de précipitations est de 718,7 mm,. Pour l'avenir, les paramètres climatiques de la commune estimés pour 2050 selon différents scénarios d'émission de gaz à effet de serre sont consultables sur un site dédié publié par Météo-France en novembre 2022.

## Urbanisme

### Typologie
Au 1er janvier 2024, La Selle-Guerchaise est catégorisée commune rurale à habitat dispersé, selon la nouvelle grille communale de densité à sept niveaux définie par l'Insee en 2022.
Elle est située hors unité urbaine. Par ailleurs la commune fait partie de l'aire d'attraction de La Guerche-de-Bretagne, dont elle est une commune de la couronne,. Cette aire, qui regroupe 11 communes, est catégorisée dans les aires de moins de 50 000 habitants,.

### Occupation des sols
L'occupation des sols de la commune, telle qu'elle ressort de la base de données européenne d'occupation biophysique des sols Corine Land Cover (CLC), est marquée par l'importance des territoires agricoles (83,3 % en 2018), en diminution par rapport à 1990 (100 %). La répartition détaillée en 2018 est la suivante : 
terres arables (53,7 %), zones agricoles hétérogènes (28,4 %), zones urbanisées (16,7 %), prairies (1,2 %). L'évolution de l'occupation des sols de la commune et de ses infrastructures peut être observée sur les différentes représentations cartographiques du territoire : la carte de Cassini (XVIIIe siècle), la carte d'état-major (1820-1866) et les cartes ou photos aériennes de l'IGN pour la période actuelle (1950 à aujourd'hui).

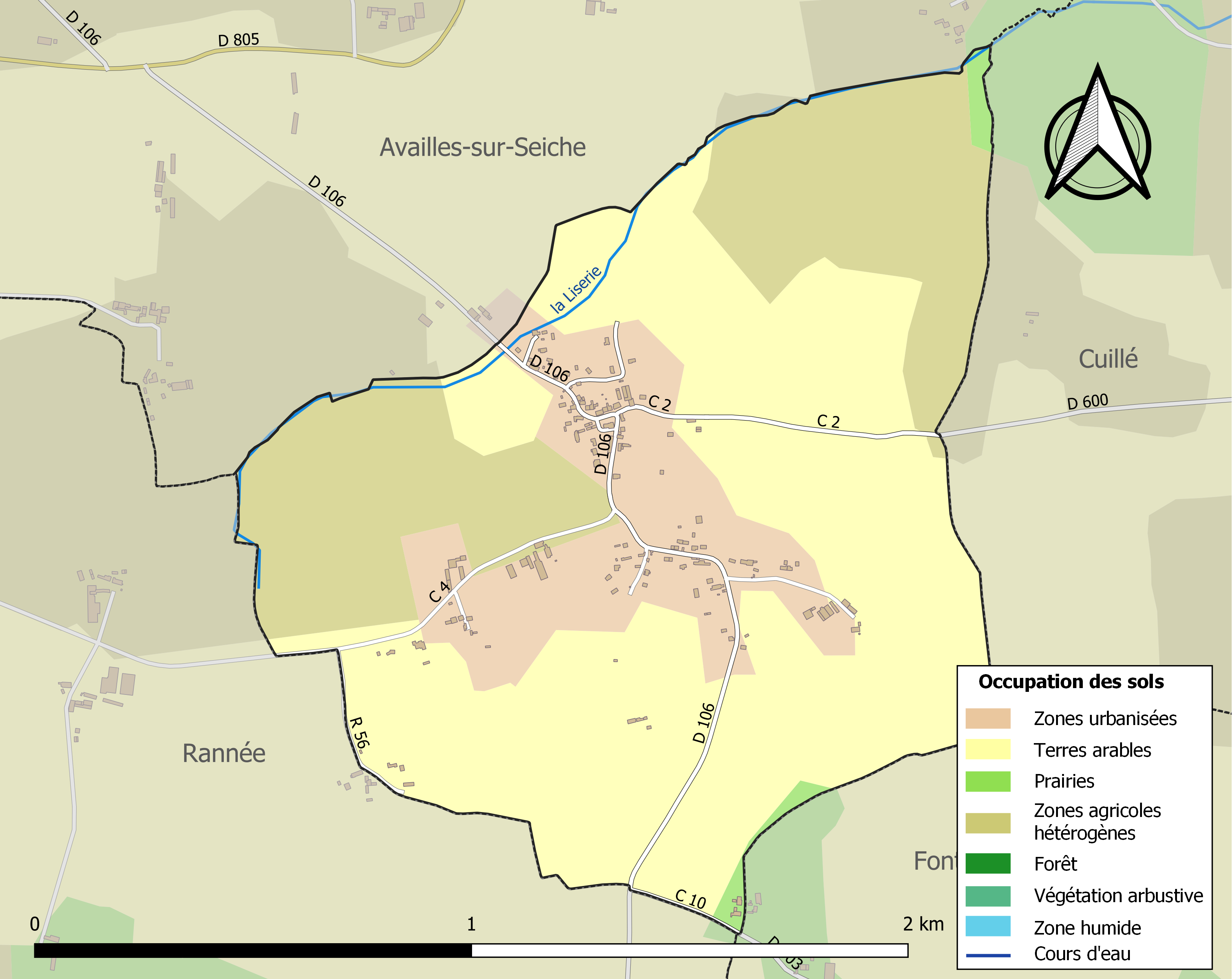
Carte des infrastructures et de l'occupation des sols de la commune en 2018 (CLC).

## Toponymie
Le nom de la localité est attesté sous les formes ecclesia quœ vocatur Cellula en 1100, Cella Guirchœ en 1516, La Celle-Guerchoise au XIXe siècle[réf. à confirmer].
La Selle-Guerchaise est issue, semble-t-il, du latin cella (sanctuaire).

## Histoire
Le 8 mars 1792, des gardes nationales font irruption dans les paroisses d'Arbrissel, Moussé, La Selle et Availles pour les débarrasser de leurs prêtres réfractaires.

## Politique et administration
| Période                                  | Période     | Identité          | Étiquette | Qualité                |
| ---------------------------------------- | ----------- | ----------------- | --------- | ---------------------- |
| mars 1977                                | juin 1995   | Louis Jégu        |           | Retraité               |
| juin 1995                                | mars 2008   | Jean-Paul Couvert |           | Technicien             |
| mars 2008                                | 27 mai 2020 | Xavier Jégu       | SE        | Agriculteur retraité   |
| 27 mai 2020                              | En cours    | Ludovic Le Squer  |           | Courtier en assurances |
| Les données manquantes sont à compléter. |             |                   |           |                        |

## Démographie
L'évolution du nombre d'habitants est connue à travers les recensements de la population effectués dans la commune depuis 1793. Pour les communes de moins de 10 000 habitants, une enquête de recensement portant sur toute la population est réalisée tous les cinq ans, les populations de référence des années intermédiaires étant quant à elles estimées par interpolation ou extrapolation. Pour la commune, le premier recensement exhaustif entrant dans le cadre du nouveau dispositif a été réalisé en 2004.
En 2022, la commune comptait 153 habitants, en évolution de −3,77 % par rapport à 2016 (Ille-et-Vilaine : +5,46 %, France hors Mayotte : +2,11 %).
| 1793 | 1800 | 1806 | 1821 | 1831 | 1836 | 1841 | 1846 | 1851 |
| ---- | ---- | ---- | ---- | ---- | ---- | ---- | ---- | ---- |
| 330  | 273  | 287  | 341  | 392  | 315  | 304  | 288  | 298  |

| 1856 | 1861 | 1866 | 1872 | 1876 | 1881 | 1886 | 1891 | 1896 |
| ---- | ---- | ---- | ---- | ---- | ---- | ---- | ---- | ---- |
| 274  | 330  | 311  | 324  | 296  | 280  | 272  | 279  | 263  |

| 1901 | 1906 | 1911 | 1921 | 1926 | 1931 | 1936 | 1946 | 1954 |
| ---- | ---- | ---- | ---- | ---- | ---- | ---- | ---- | ---- |
| 246  | 266  | 248  | 227  | 224  | 214  | 214  | 209  | 202  |

| 1962 | 1968 | 1975 | 1982 | 1990 | 1999 | 2004 | 2006 | 2009 |
| ---- | ---- | ---- | ---- | ---- | ---- | ---- | ---- | ---- |
| 169  | 168  | 136  | 124  | 121  | 128  | 135  | 140  | 151  |

| 2014 | 2019 | 2022 | - | - | - | - | - | - |
| ---- | ---- | ---- | - | - | - | - | - | - |
| 154  | 155  | 153  | - | - | - | - | - | - |

## Lieux et monuments
La commune ne compte aucun monument historique protégé. On trouve cependant plusieurs monuments inventoriés :  
- Église Saint-Martin, des XVIIe-XVIIIe et XIXe siècles[22],[23].
- Chapelle Saint-Anne, au Patis, édifiée par le missionnaire François Lizé, recteur de la paroisse de 1875 à 1878. La chapelle, acheminée par bateau, livrée en pièces détachées et reconstruite avec l'aide des paroissiens, rappelle par son style les temples d'Extrême-Orient, où François Lizé devait décédé à Wing-Long (Chine) en 1887[24],[25]. La chapelle abrite une statue en bois de sainte Anne, qui provient de l'ancienne chapelle du Poncel, disparue,
- le presbytère[26],
- un calvaire de 1894 près du Pâtis[27] et plusieurs croix de chemin : une à l'Aubépine[28], une à la Gasnerie[29], une au Jaunay[30], une croix de 1973 au Miaule[31],
- un ancien manoir à la Barre remontant au XVIe siècle[32],
- une trentaine de maisons et de fermes[33]

### Église Saint-Martin

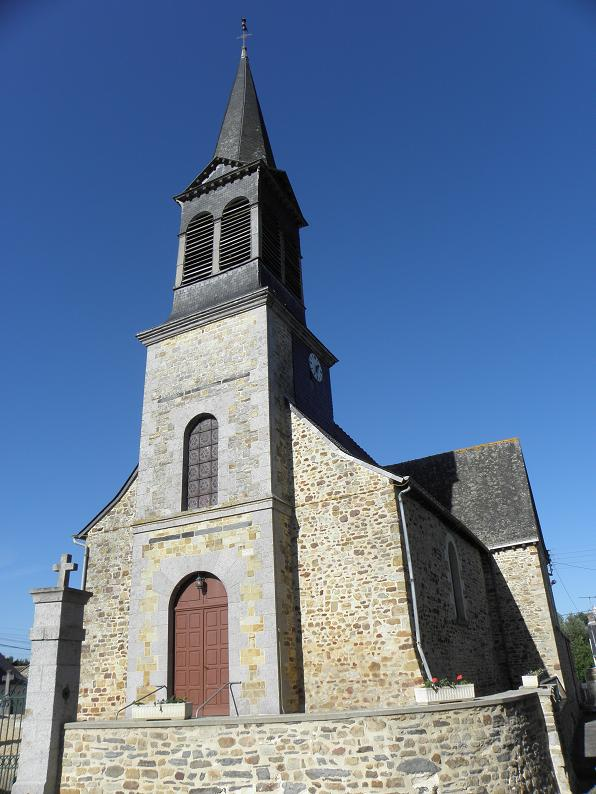
L'église Saint-Martin.

Dédiée à saint Martin, évêque de Tours, l'église de La Selle-Guerchaise date en grande partie du XVIe siècle.
Elle comprend une nef à chevet droit, accostée au nord de deux[Quoi ?] élevé en 1859. L'église est toujours entourée de son cimetière.
Les chapelles : Guillautin de Corson mentionne l'existence de l'ancienne chapelle du Ponsel.
Le 2 novembre 1671 mourut à La Selle-Guerchaise François Blouin, curé de cette paroisse et fondateur de la chapelle du Poncel.
Il n'en reste plus de trace aujourd'hui, hormis la vieille statue en bois de sainte Anne aïeule, conservée dans la chapelle du Pâtis.
La paroisse fut donnée à la fin du XIe siècle par son possesseur laïque nommé Zacharie à l'abbaye Saint-Aubin d'Angers, qui y établit un prieuré. La paroisse existait déjà à cette époque. À la restauration du culte en 1803, le territoire de la Celle-Guerchoise fut annexé à la paroisse d'Availles. En 1826, la paroisse fut rétablie.
Selon Banéat, la statue de sainte Anne se trouvait à l'origine sur la façade de la maison au village du Pâtis sur la commune de La Selle-Guerchaise en 1827.

### Mairie-école (1872)

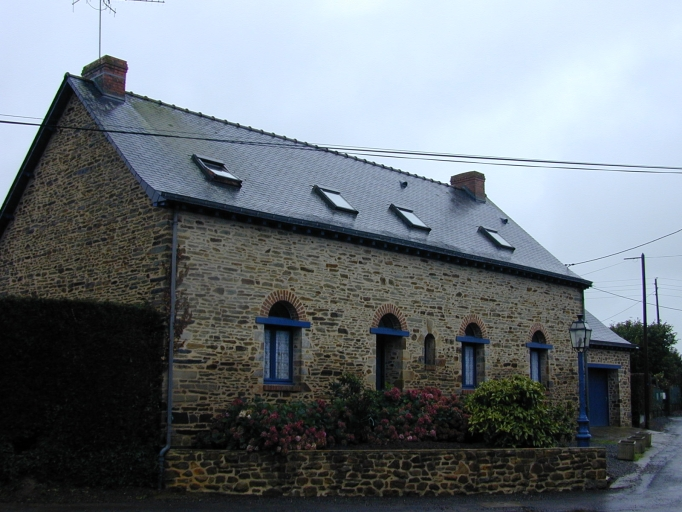
La mairie-école.

Les archives communales mentionnent qu'en 1850, il n'y avait pas de mairie-école donc pas d'institutrice dans la commune.
Les enfants les plus pauvres étaient alors privés d'instructions. Il fut donc envisagé la vente de terrain afin de permettre à la commune de se procurer un petit local pour la mairie et une petite maison d'école et ainsi instituer une institutrice.
Une école fut donc construite, par l'architecte Langlois. En 1872, il fut proposé la construction d'une mairie dans le grenier de l'école.
Durant le deuxième quart du XXe siècle, un projet d'agrandissement de l'école fut élaboré. La classe était, en effet, tout à fait insuffisante pour les trente-deux élèves. Un an plus tard, le ministre de l'Éducation nationale constatait l'état lamentable de l'école et la nécessité d'envisager la construction d'une école neuve. Le bâtiment scolaire était insuffisamment aéré, trop étroit, sans hygiène et délabré. Malgré la promesse de subventions à hauteur de 85 % des travaux, l'état dut faire face à l'inertie de la commune. Il fut alors envisagé que si une suite favorable n'était pas trouvée, la construction de l'école serait envisagée d'office[source insuffisante].

### La chapelle du Pâtis (pagode chinoise)

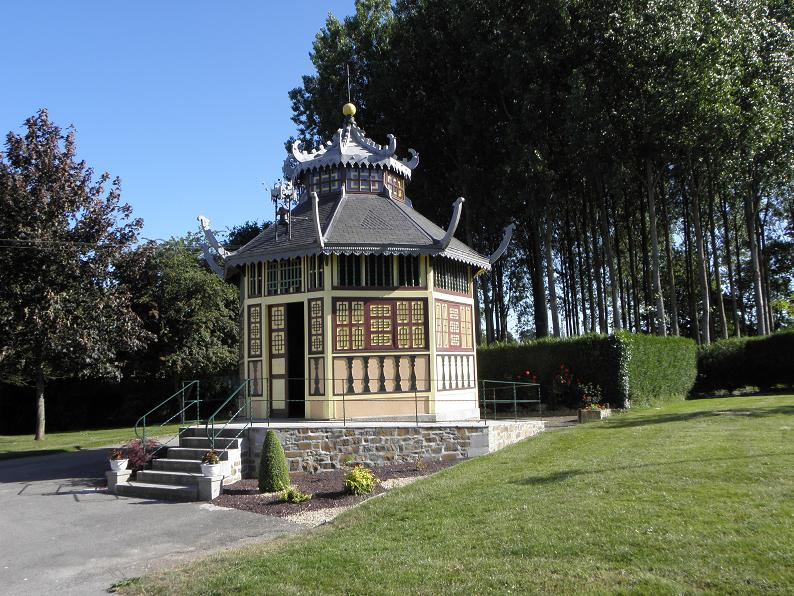
La pagode chinoise.

En 1875, M. François Lizé, recteur de La Selle-Guerchaise et ancien missionnaire, construisit au Pâtis une chapelle en forme de pagode chinoise, octogone et d'un aspect fort original.
Il y déposa la statue en bois de sainte Anne, et le nouveau sanctuaire fut solennellement bénit le 26 juillet 1876 par M. Fouré, doyen de la Guerche-de-Bretagne. Cette chapelle est très fréquentée à la fin du XIXe siècle et l'on y dit souvent la messe.
La statue de Sainte-Anne, en bois polychrome, date du XVIe siècle et proviendrait de l'ancienne chapelle du Poncel. Elle représente l'aïeule de Jésus-Christ debout avec la Sainte Vierge sur son bras, cette dernière tenant elle-même le divin Enfant.
Les peintures murales qui datent de 1875-1876 ont été restaurées en 1900-1901.
Dans sa thèse publiée en 1993, Jean-Claude Meuret précise qu'au lieu-dit le Miaule, on voit encore une mare de grandes dimensions, ainsi qu'à 150 m à l'ouest, dans un champ, une excavation comblée et estompées. Des analyses ont mis en évidence la présence d'or frais à cet endroit. Pour cette raison, l'hypothèse que cette mare et la cavité voisine sont d'anciennes aurières, est avancée. Il y a, en effet, à 4 m de profondeur, la trace indiscutable d'une exploitation du gîte suivie d'un comblement.

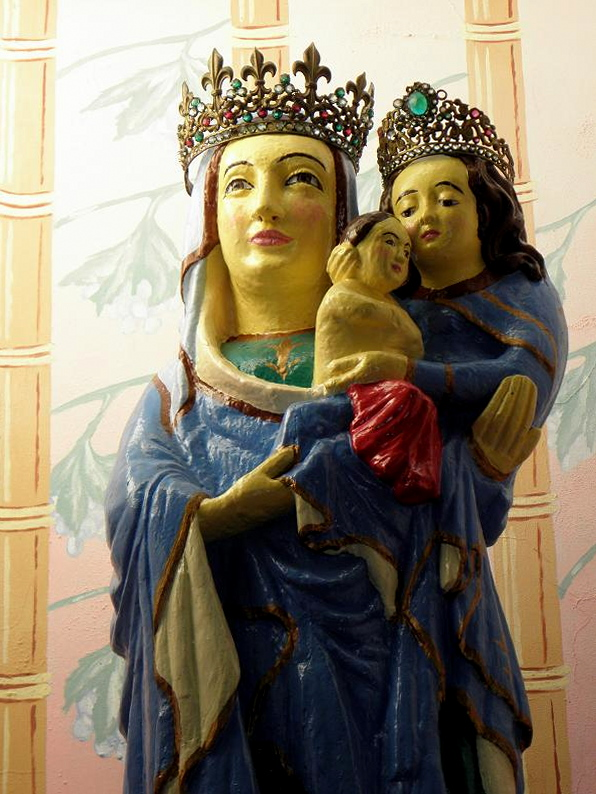
Statue de Sainte-Anne, en bois polychrome, date du XVIe siècle et provient de l'ancienne chapelle du Poncel.